# 名古屋市電大津町線
大津町線（おおつまちせん）は、かつて愛知県名古屋市に存在した、名古屋市電の路線（路面電車）の一つである。同市中区にあった栄停留場と大津橋停留場を結んでいた。大津橋停留場とその先の市役所前停留場を結んでいた廓内線（かくないせん）についてもあわせて記述する。
名古屋市中心部の大津通を南北に走っていた路線である。名古屋市電気局（1945年以降交通局）によって大津町線は1924年（大正13年）、廓内線は1933年（昭和8年）に開業した。廓内線は1943年（昭和18年）に休止されるが、大津町線は1968年（昭和43年）まで存続した。

## 路線概況
全長は大津町線が1.056キロメートル（1962年3月末時点）。全線複線かつ道路上に敷設された併用軌道であった。この時点で廓内線は休止線であり、統計上は全線複線・併用軌道で全長0.432キロメートルとある。
大津町線の起点・栄停留場は、南北方向の市道大津通と東西方向の広小路通（県道60号）が交差する栄交差点に位置した。ここは市電3路線が集まる地点であり、広小路通上を栄町線が通り、大津通上には南方向へ熱田線が、北方向へこの大津町線がそれぞれ伸びていた。なお東西方向の栄町線と南北方向の大津町線・熱田線は平面交差するのみで、双方を繋ぐ連絡線は1960年代の段階では存在しなかった。交差点周辺は百貨店が集まる繁華街である。
途中、桜通（国道19号）との交差点に桜通大津（旧・東桜町）停留場が存在した。1950年代以降の場合、大津町線の途中停留場はここだけである。
大津橋線の終点・大津橋停留場は、大津通と外堀通が交差する大津橋交差点に位置した。ここは外堀通上を東西方向に走る東片端線との接続地点で、栄方面から北上してきた線路は東へと折れてそのまま東片端線東片端方面へと繋がっていた。また大津橋交差点北西角から名古屋城外堀（空堀）を降りた場所には、市電があった当時は名古屋鉄道（名鉄）瀬戸線のターミナル駅である大津町駅があり、大津橋停留場は瀬戸線と市電の乗換地点として機能していた。
大津橋交差点から外堀にかかる「大津橋」を渡って北上すると、愛知県庁舎（本庁舎・西庁舎）と名古屋市役所（本庁舎・西庁舎）が建つ。1943年まで営業していた廓内線は、このうち市役所本庁舎前まで伸びていた。

## 歴史

### 本町線と大津町線
名古屋市中区のうち、北は名古屋城外堀の一つ南の京町通、南は広小路通、西は堀川、東は久屋大通に囲まれる範囲は、江戸時代初頭に名古屋城城下町が整備されるにあたり「碁盤割」の街並みが形成され、江戸期より城下の中心地として栄えた土地である。この「碁盤割」地域の中央部を縦貫する幹線道路を本町通といい、南は城下町を出て熱田まで通じていた。
1896年（明治29年）6月、名古屋市電の前身である名古屋電気鉄道が路面電車を敷設すべく軌道敷設特許を得た際、東西の広小路通の路線（栄町線）に加え、南北の本町通の路線も存在していた。計画では、広小路通から北へ、外堀通本町御門まで伸びる予定であった。1898年（明治31年）に最初の路線である栄町線を開通させた後、名古屋電気鉄道は路線網を拡大させていくが、本町御門まで路線が伸びたのは1914年（大正3年）のことであった。ただし線路は本町通上にはなく、西回り、志摩町経由であり、途中の御園御門まで名古屋駅と名古屋城を結ぶ行幸道路上を通ったことから御幸線と命名されていた。
名古屋市が上記行幸道路を整備する際、名古屋城へ通じる本町通を拡張し名古屋駅まで伸びる広小路通とあわせて行幸道路とする、という案も検討されていた。しかし拡張済みの広小路通に対して本町通側が狭隘路のままであるため拡張工事費がかさむとして取り止めとなり、行幸道路は西回りに変更されて本町通の拡張はなされなかった。その後1919年（大正8年）になり、栄町から南外堀町までの区間の大津町筋すなわち大津通（当時の通称は「大津町線」）の改修が決定する。同区間は幅員13間（23.63メートル）の歩道付き道路として1924年（大正13年）5月におおむね竣工した。

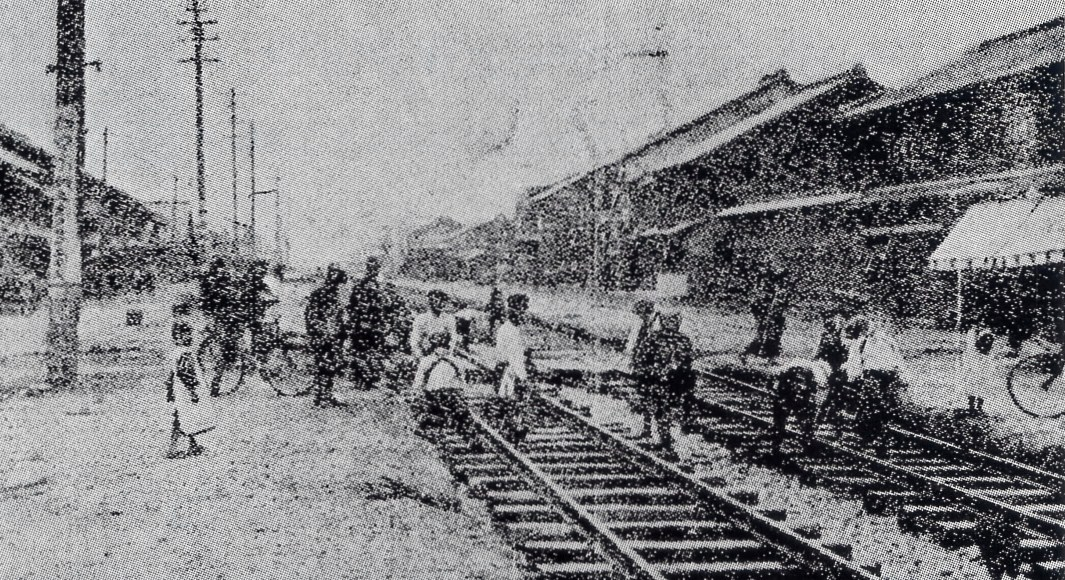
大津町線敷設工事の様子（1924年）

道路整備中の1922年（大正11年）8月、名古屋電気鉄道市内線を名古屋市が買収し名古屋市電が成立した。市営化後、市では大津通拡張を含む道路整備計画と連動した5本の市電新線建設を決定し、1922年度からの5か年継続事業として着手する。この「第一期軌道建設改良工事」には大津町線の建設も含まれており、2年後の1924年7月20日、栄町停留場から大津町停留場（後の大津橋）へ至る1.0556キロメートルが開業に至った。なお同区間の軌道敷設特許は名古屋電気鉄道時代の1919年6月7日付で申請、1921年（大正10年）7月29日付で許可されていたものである。大津町線は栄町で栄町線・熱田線に、大津橋で東片端線にそれぞれ接続しており、そのうち熱田線と直通する運転系統（大津橋 - 熱田伝馬町間で運行）が開業と同時に設定されている。
大津町線開通の一方、それと引き換えに本町通での市電建設はその必要がなくなり、1896年に得ていた玉屋町4丁目 - 本町1丁目間の軌道敷設特許は1926年（大正15年）2月4日付で失効した。

### 廓内線の開業と休止

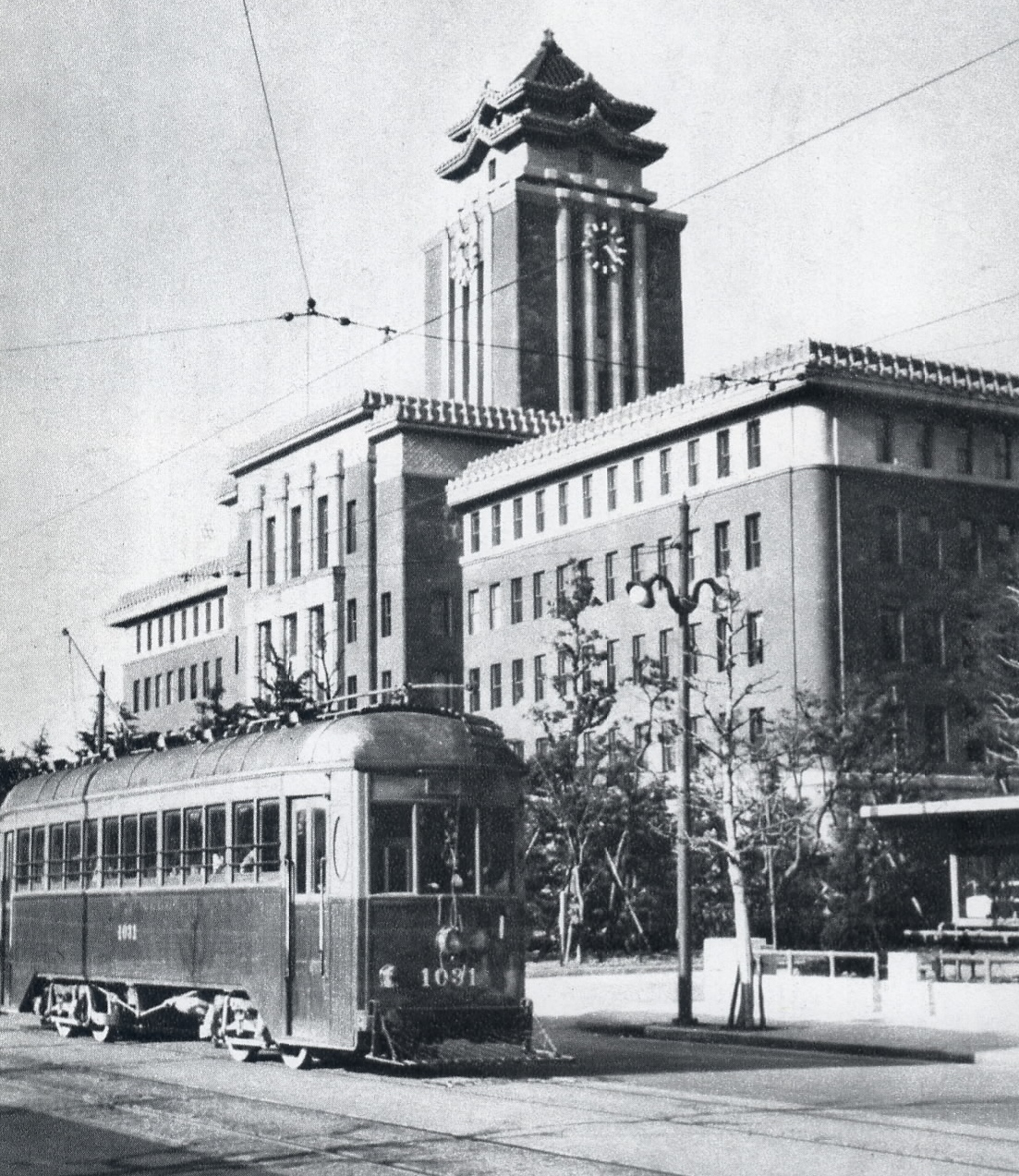
市役所前を走る廓内線（1939年）

1928年（昭和3年）11月、名古屋市会は名古屋市役所を新栄町1丁目より南外堀町6丁目（現・中区三の丸）の騎兵第3連隊跡地に移転すると決定した。市役所新庁舎は1931年（昭和6年）11月に起工され、1933年8月23日より旧庁舎からの移転が始まり、同年9月6日に竣工した。
1933年6月9日付で、名古屋市に対し南外堀町10丁目から南外堀町6丁目へ至る0.432キロメートルの軌道敷設特許が下りた。同区間すなわち「廓内線」は世界恐慌に伴う失業者対策事業（「失業応急事業建設改良工事」）の一環として建設され、1933年8月24日、大津橋停留場から市役所前停留場までの路線として開業に至った。開業にあわせ、当時大津橋または栄町を起点としていた熱田線直通の系統3つが市役所前まで延長されている。また「市役所前」を称する停留場は市電では2代目で、栄町線にあった初代市役所前停留場は開業に先立つ8月7日付で「武平町」へと改称された。
太平洋戦争開戦後の1943年（昭和18年）1月17日、工員輸送強化を目的に多数の通過停留場を設定した特急電車の運転が開始された。特急運転時間は始発から7時までの間で、その間廓内線大津橋 - 市役所前間は運休とされた。さらに同年12月1日の系統改正で、同区間は栄町線末端（西裏 - 千種駅前間）とともに全面的に運転休止となった。こうして開業から10年で休止となった廓内線は、半年後の1944年（昭和19年）6月20日に軌道が撤去されてしまった。
その後廓内線が営業を再開することはなく、休止中のまま1963年（昭和38年）2月1日付で正式に廃止された。

### 戦後の大津町線
戦後、1950年（昭和25年）12月の段階で、大津橋停留場を挟んで大津町線と東片端線東片端方面を直通する運転系統が存在していた（起点は高岳線大曽根）。以後も、下記#運転系統にある通り、大津橋停留場を起点に熱田線方面へ南下する系統と、高岳線大曽根方面から東片端経由で熱田線方面へ直通する系統の2種類が大津町線には設定されていた。
名古屋市電は1950年代後半に最盛期を迎えたが、そこから間もない1961年には市営地下鉄の建設と引き替えに1985年（昭和60年）までにおおむね撤去するという方針が国の都市交通審議会で示された。交通局では国の指針を背景に、事業の大幅な赤字化や、より郊外へ伸びる市営バスとの競合、自動車の普及による交通事情の変化など市電を取り巻く環境が変化したとして、地下鉄建設推進・バスの拡充と市電の段階的廃止を盛り込んだ「名古屋市交通事業の5カ年計画」を1965年（昭和40年）3月に発表するに至る。計画では1969年度までの5年間で廃止すべきとして7線区計23.3キロメートルを取り上げ、大津町線・熱田線大津橋 - 金山橋間3.9キロメートルについても1967年度（昭和42年度）に廃止すべきとした。廃止理由は並行する地下鉄の整備でこの区間の利用者6万人を十分輸送できる、というものであった。
南北方向の地下鉄路線である名古屋市営地下鉄名城線は、まず1965年10月に北側の栄駅 - 市役所駅（現・名古屋城駅）間が開通、1年半後の1967年（昭和42年）3月には栄駅 - 金山駅間も開通した。地下鉄建設を受けて翌1968年（昭和43年）2月1日、市電大津橋 - 金山橋間は予定通り廃線となり、大津町線は全廃された。

## 停留場
廃止前の時点で、大津町線には以下の3停留場が設置されていた。
| 停留場名                       | キロ程 (km) | 所在地                                     | 位置               |
| ------------------------------ | ----------- | ------------------------------------------ | ------------------ |
| 栄（さかえ）                   | 0.0         | 中区栄町5丁目・6丁目                       | 栄交差点付近       |
| 桜通大津（さくらどおりおおつ） | 0.5         | 中区大津町4丁目・5丁目                     | 桜通大津交差点付近 |
| 大津橋（おおつばし）           | 1.1         | 中区大津町1丁目 中区南外堀町10丁目・11丁目 | 大津橋交差点付近   |

### 停留場の変遷
- 1924年7月20日 - 大津町開通に伴い宮町を新設（栄町・大津町は他線で既設）[30]。
- 1924年12月26日 - 杉ノ町通（宮町 - 大津橋間）を新設[30]。
- 1933年8月24日 - 廓内線開通に伴い市役所前を新設[30]。
- 1937年2月1日 - 大津町を大津橋に改称[30]。
- 1941年5月21日、宮町・杉ノ町通を統合し東桜町を新設[30]。
- 1943年ごろ - 東桜町休止[30]。
- 1943年12月1日 - 廓内線休止[30]。
- 1947年10月1日 - 東桜町再開[30]。
- 1966年6月1日 - 栄町を栄、東桜町を桜通大津に改称[30]。
- 1968年2月1日 - 路線廃止[30]。

### 接続路線
- 市電
  - 栄停留場：栄町線（1924年 - 1968年）・熱田線（1924年 - 1968年）
  - 大津橋停留場：片端線（1924年 - 1968年）
- 地下鉄
  - 栄停留場：東山線・名城線（栄駅、1957年 - 1968年）
- 名鉄線
  - 大津橋停留場：瀬戸線（大津町駅、1926年 - 1968年）

## 運転系統

### 1937年時点
1937年（昭和12年）8月時点において大津町線・廓内線で運行されていた運転系統は以下の通り。
- 市役所前 - 大津橋 - 栄町 - 熱田駅前 - 内田橋 - 南陽館前
- 市役所前 - 大津橋 - 栄町 - 熱田駅前 - 船方 - 築地口 - 築港

### 1952年時点
1952年（昭和27年）3月時点において大津町線で運行されていた運転系統は以下の通り。
- 21号系統：大津橋 - 栄町 - 沢上町 - 熱田駅前 - 熱田神宮前 - 六号地
- 22号系統：大曽根 - 赤塚 - 清水口 - 東片端 - 大津橋 - 栄町 - 沢上町 - 熱田駅前 - 熱田神宮前
- 52号系統：大津橋 - 栄町 - 沢上町 - 八熊通 - 日比野 - 築地口

### 1961年以降
1961年（昭和36年）4月時点において大津町線で運行されていた運転系統は以下の通り。
- 20号系統：大津橋 - 栄町 - 沢上町 - 熱田駅前 - 船方 - 築地口 - 名古屋港
- 21号系統：大津橋 - 栄町 - 沢上町 - 熱田駅前 - 熱田神宮前 - 大江町 - 昭和町
- 22号系統：上飯田 - 大曽根 - 赤塚 - 清水口 - 東片端 - 大津橋 - 栄町 - 沢上町 - 熱田駅前 - 熱田神宮前
- 52号系統：大津橋 - 栄町 - 沢上町 - 八熊通 - 日比野 - 築地口 - 稲永町 - 西稲永

上記4系統は大津町線・熱田線大津橋 - 金山橋間の廃線まで運行が続けられ、1968年2月1日付の廃線と同時に22号系統は廃止、20号・21号・52号系統は起点が金山橋へと変更になった。

## 利用動向

### 1959年調査
1959年（昭和34年）6月11日木曜日に実施された市電全線の利用動向調査によると、大津町線内3停留場の方向別乗車人員・降車人員ならびに停留場間の通過人員は下表の通りであった。
| 停留場名 | 乗車人員 | 乗車人員 | 乗車人員 | 降車人員 | 降車人員 | 降車人員 | 停留場間通過人員 | 停留場間通過人員 |
| 停留場名 | ▼北行    | ▲南行    | 合計     | ▼北行    | ▲南行    | 合計     | ▼北行            | ▲南行            |
| -------- | -------- | -------- | -------- | -------- | -------- | -------- | ---------------- | ---------------- |
| 栄町     | 9,320    | 終点     | (52,737) | 起点     | 7,684    | (48,834) | 19,428           | 18,119           |
| 東桜町   | 562      | 2,606    | 3,168    | 3,096    | 411      | 3,507    | 19,428           | 18,119           |
| 東桜町   | 562      | 2,606    | 3,168    | 3,096    | 411      | 3,507    | 16,894           | 15,924           |
| 大津橋   | 終点     | 11,997   | (19,619) | 12,386   | 起点     | (19,772) | 16,894           | 15,924           |

- 備考
  - 栄町・大津橋の乗車人員・降車人員合計値は他線区の数値を含む。
  - 栄町をまたいで熱田線（南大津通以遠）と直通する乗客は、北行10,108人・南行10,435人。
  - 大津橋をまたいで東片端線（東片端以遠）と直通する乗客は、北行4,508人・南行3,927人。

### 1966年調査
1966年（昭和41年）11月8日火曜日に実施された市電全線の利用動向調査によると、大津町線内3停留場の方向別乗車人員・降車人員ならびに停留場間の通過人員は下表の通りであった。
| 停留場名 | 乗車人員 | 乗車人員 | 乗車人員 | 降車人員 | 降車人員 | 降車人員 | 停留場間通過人員 | 停留場間通過人員 |
| 停留場名 | ▼北行    | ▲南行    | 合計     | ▼北行    | ▲南行    | 合計     | ▼北行            | ▲南行            |
| -------- | -------- | -------- | -------- | -------- | -------- | -------- | ---------------- | ---------------- |
| 栄       | 4,813    | 終点     | (25,417) | 起点     | 4,017    | (2,661)  | 10,975           | 10,757           |
| 桜通大津 | 286      | 1,445    | 1,731    | 1,959    | 214      | 2,173    | 10,975           | 10,757           |
| 桜通大津 | 286      | 1,445    | 1,731    | 1,959    | 214      | 2,173    | 9,302            | 9,526            |
| 大津橋   | 終点     | 6,190    | (9,770)  | 6,290    | 起点     | (9,476)  | 9,302            | 9,526            |

- 備考
  - 栄・大津橋の乗車人員・降車人員合計値は他線区の数値を含む。
  - 栄町をまたいで熱田線（南大津通以遠）と直通する乗客は、北行6,162人・南行6,740人。
  - 大津橋をまたいで東片端線（東片端以遠）と直通する乗客は、北行3,012人・南行3,336人。